# 光による通信

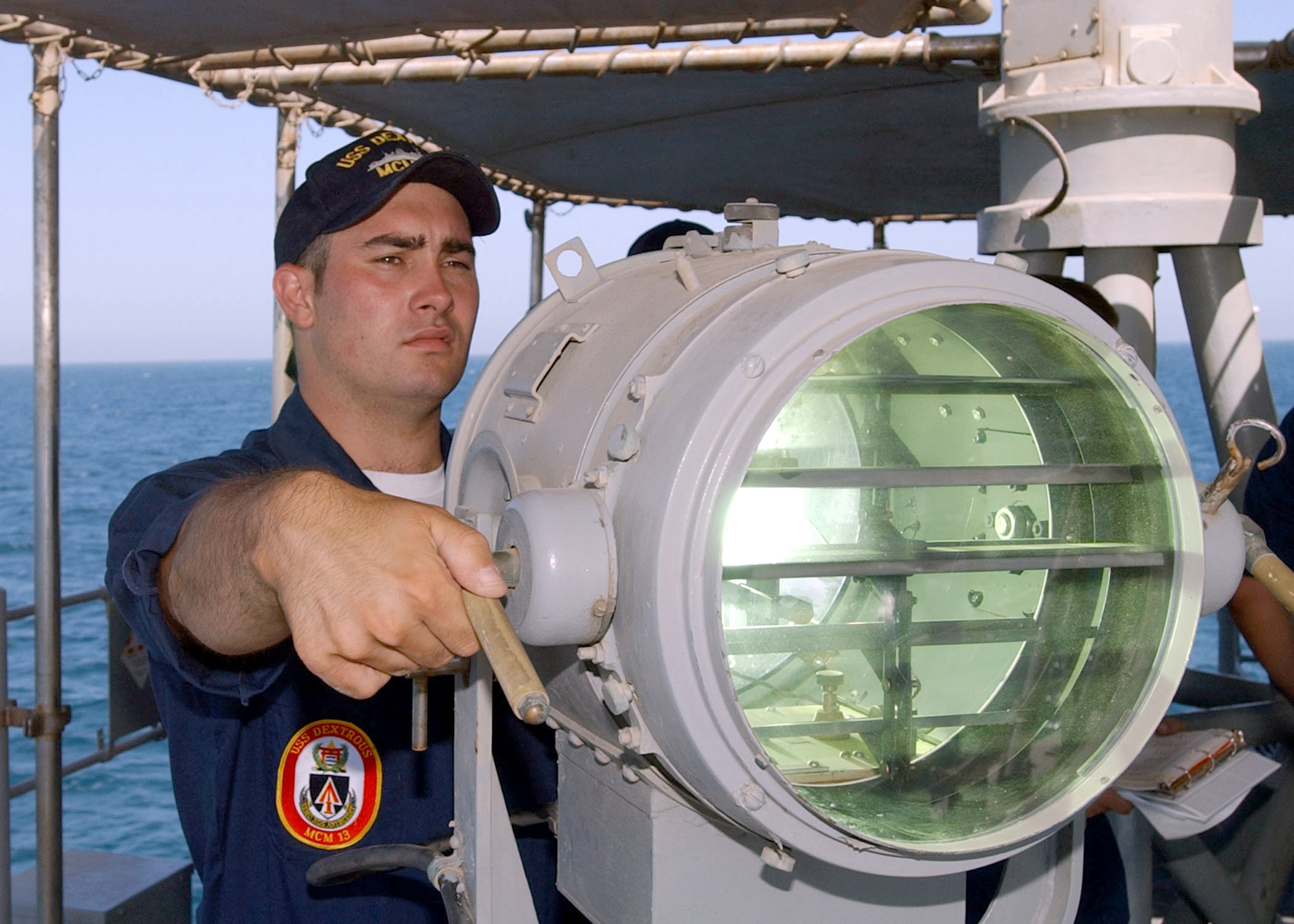
信号灯。光をシャッターで遮り、モールス符号によって情報を伝える。

光による通信または光通信は、光を使用して情報を伝達し、遠隔地と行う通信のことである。光による通信には、視覚（目視）によるものと、電気装置を用いて行われるものとがある。光による通信の最も初期の基本的な形態は、数千年前に遡る。光による通信を行う最も初期の電気装置は、1880年に発明されたフォトフォンであった。
光による通信システムは、メッセージを光信号に符号化する送信機、その信号を宛先に搬送する伝送路、受信した光からメッセージを再現する受信機からなる。電気機器を使用しない場合の視覚的な通信の場合は、ここでいう「受信機」は信号を目視に観測して解釈する人のこととなり、信号は単純なもの（狼煙の煙など）から複雑なもの（光の色に意味を持たせたものや、光の間欠でモールス信号を伝えるものなど）まで様々である。
自由空間光通信は宇宙で利用されているが、一方、地上における光通信は地理、天候、光の利用可能性によって制限を受ける。この項目では、様々な形態の光による通信の概要を紹介する。

## 視覚による形態
狼煙、ビーコン、ハイドロリックテレグラフ、信号旗、腕木通信などの視覚的手法が、光による通信の最も初期の形だった。ハイドロリックテレグラフは、紀元前4世紀のギリシャで使われていた。日本では江戸時代に米相場を全国に伝える目的で旗振り通信が行われた。信号弾は今でも海上や地上からの救難信号として使用されており、灯台や航行灯は船や航空機の航行の安全のために使用されている。交通信号機や鉄道信号機も、視覚による光通信と言える。
回光通信機（ヘリオグラフ）は、鏡を使って太陽光を遠くの観測者に向けて反射する。通信手は側方から隔光板を用いて日光を断続させ、符号を送ることで通信を行う。海軍の艦艇も同様の方法で信号灯とモールス符号を使用する。
航空機のパイロットは、特に夜間に安全に着陸するために、VASI(Visual Approach Slope Indicator)と呼ばれる投光器を使用する。空母に着陸する軍用機は、空母の甲板に正しく着陸するために、同様のシステムである光学着艦装置を使用している。また、空港の管制塔では、無線機が故障した航空機に指示を伝えるために、今でも信号灯が使われている。

### 腕木通信

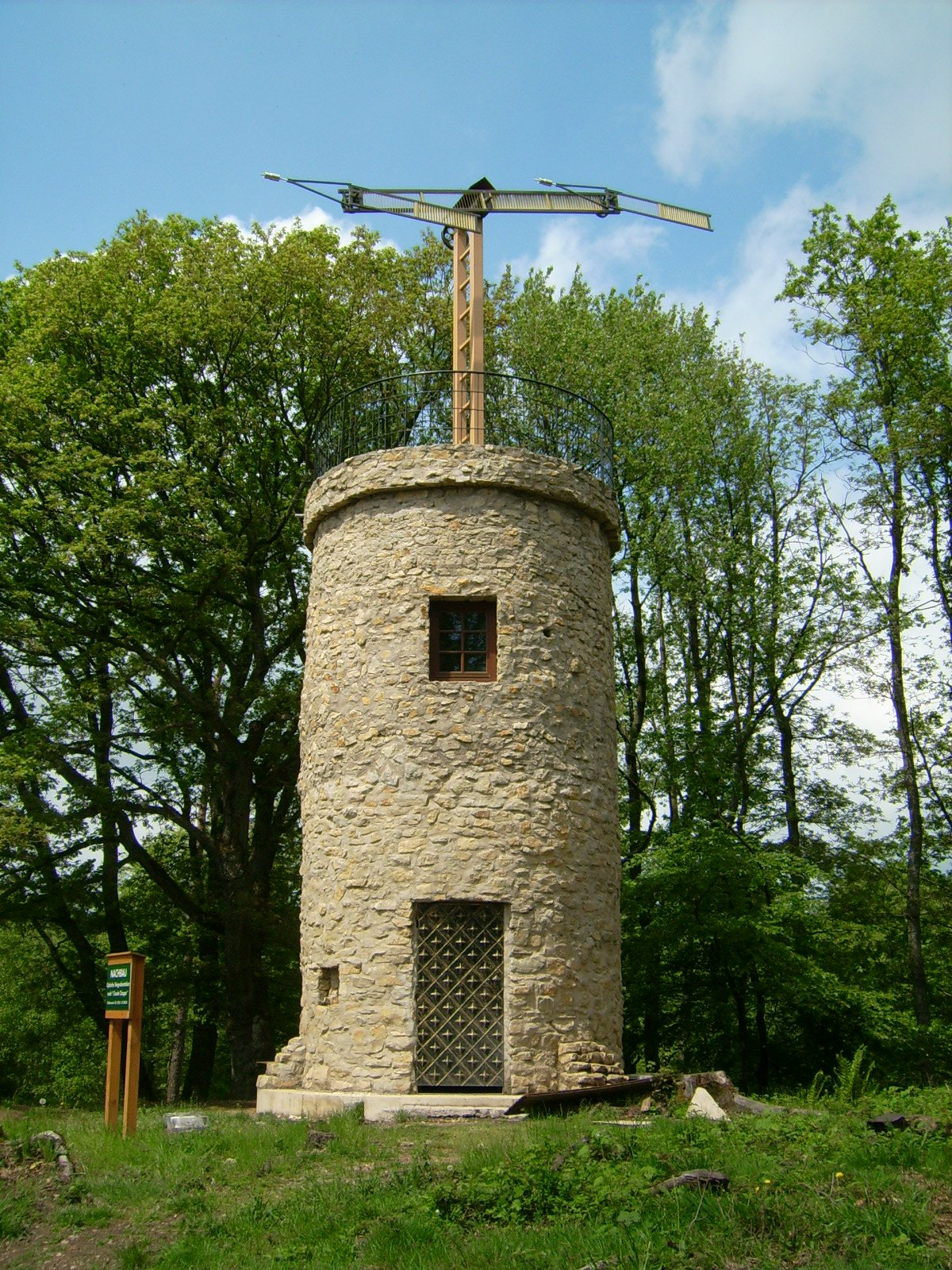
18世紀に作られたシャップの腕木通信塔を再現したもの

腕木通信は、回転式の腕木とシャッターを備えた塔を用いて、視覚的な信号によって情報を伝達するシステムである。情報は、3本の棒を組み合わせた腕木の形によって符号化され、シャッターが一定の位置にあるときに読み取られる。
腕木通信は電信の前身である。テレグラフ(telegraph)という言葉は、元々腕木通信のことを指すものだった。腕木通信は、長距離のメッセージを伝えるには郵便よりもはるかに速いが、後にそれに取って代わることになる電信よりもはるかに高価で、プライベート性も低いものであった。一組の腕木通信局間の最大距離は、地理的条件・天候・昼か夜かによって制限されるため、実用的には、中継局をいくつも並べ、各腕木通信局間で腕木通信を行うことで、情報を中継していた。各中継局に、熟練した通信手や観測手が必要である。
腕木通信の仕組みを最初に予見したのは、イギリスの博物学者ロバート・フックである。フックは、1684年に王立協会に提出した論文の中で、初めて視覚的なテレグラフの概要を鮮明かつ包括的に示した。この提案は、その前年の第二次ウィーン包囲の後の軍事的な問題に端を発するものである。このシステムは、フックが生きている間に実用化されることはなかった。
1792年、フランスの技術者クロード・シャップとその兄弟が作った腕木通信が初めて実用化され、556局、総距離4800キロメートルのネットワークでフランス全土をカバーした。1850年代までは軍や国の通信に使われていた。
多くの国では、シャップ式とは異なる信号方式を採用していた。例えば、イギリスやスウェーデンでは、シャッター付きのパネルを使ったシステムを採用していた。スペインでは、技術者のアグスティン・デ・ベタンクルが独自に開発したシステムが採用されていた。このシステムは、フランスを含むヨーロッパの多くの専門家が、シャップのシステムより優れていると考えていた。
腕木通信は、18世紀末から19世紀初頭にかけて流行したが、電気式の電信には勝てず、1880年には完全に廃れた。

### 手旗信号

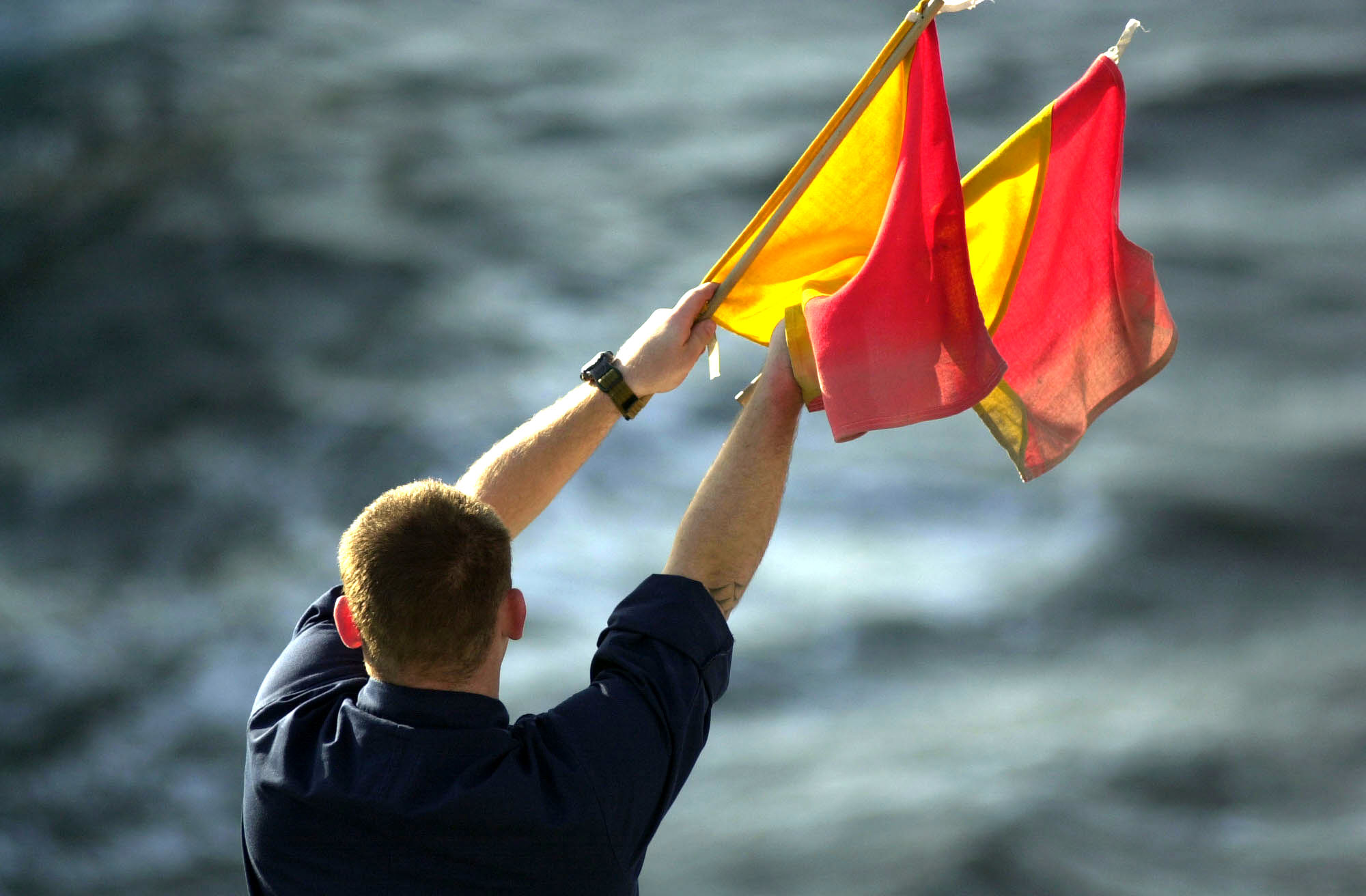
手旗信号で情報を伝える海軍の信号員（2002年）但し使っているのは上節の腕木信号

手旗信号とは、手に持った旗や棒、円盤、パドル、時には素手や手袋をはめた手などを使って、視覚的な信号によって遠方に情報を伝達するシステムである。情報は腕の位置によって符号化され、それらが一定の位置にあるときに読み取られる。
手旗信号は、19世紀に海事で採用され、広く使用されるようになった。機械式の腕木通信に変わって、手持ちの旗が使用されるようになった。現在でも洋上補給作業中に使用されている。昼間の緊急連絡や、旗の代わりにライト付きの杖を使用した夜間の連絡にも使用可能である。
手旗信号は、信号員が、四角い旗をつけた短いポールを両手に1本ずつ持ち、それぞれの腕を8つの方向に伸ばして、その形状で情報を伝達する。旗は静止している時以外は重ならない。旗の色は、信号が海上で送られるか、陸上で送られるかによって異なる。海上では赤と黄色（国際信号旗の"O"（オスカー））、陸上では白と青（国際信号旗の"P"（パパ））となっている。旗は必須ではなく、腕の方向を明確にするためのものである。

### 信号灯
信号灯は、光の点滅により情報を伝えるものための視覚的な信号装置である。通常はモールス信号を使用する。現代の信号灯は、光のパルスを発生させることができる集光ランプである。大型のものでは、ランプの前に取り付けられたシャッターを開閉することで、このパルスを実現している。

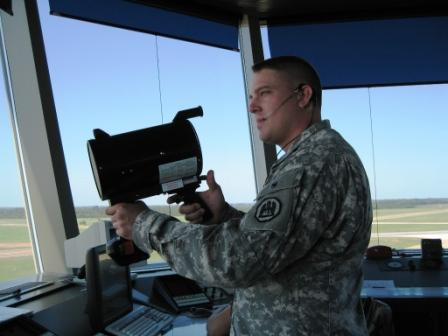
電波障害が発生した航空機を誘導するために、指向信号灯を手にする航空管制官（2007年）

航空管制において、無線機が故障した場合や、無線機を搭載していない航空機、あるいは聴覚障害のあるパイロットの場合には、指向信号灯が使用される。指向信号灯は、赤・白・緑の3色の光を出すことができる。これらの色の点滅や点灯により、飛行中および地上にいる航空機に「着陸許可」や「離陸許可」などの様々な指示を与える。パイロットは、飛行機の翼を動かしたり、着陸灯や航行灯を点滅させたりすることで、管制官に指示を確認したことを伝える。指向信号灯では、モールス信号などによる複雑な情報伝達は行わず、12種類の単純な指示のみが行われている。

### ヘリオグラフ

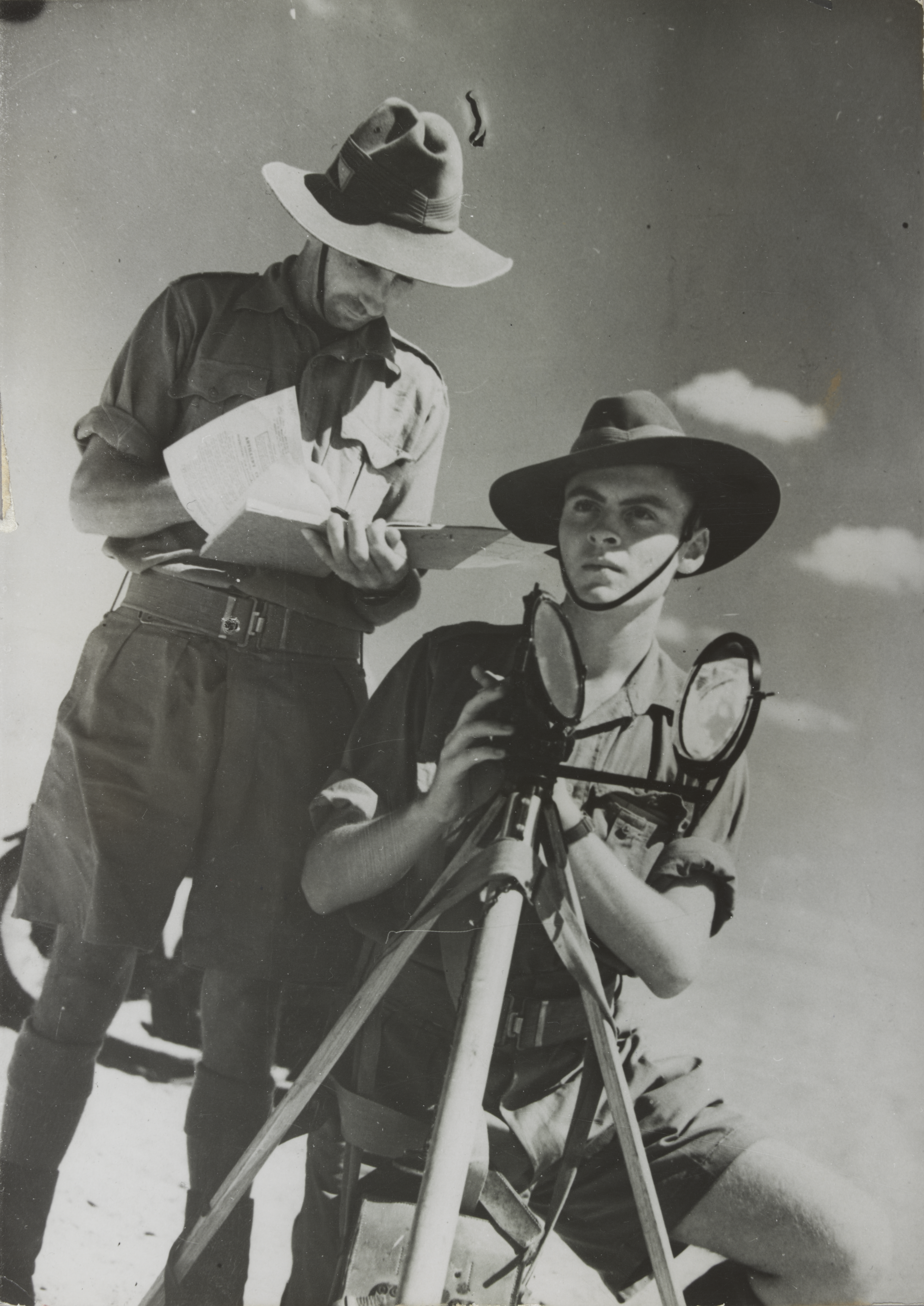
北アフリカでヘリオグラフを使うオーストラリア人（1940年）

ヘリオグラフ(heliograph)は、鏡で反射させた太陽光の点滅（一般的にはモールス信号）で信号を送る通信機である。点滅は、鏡を瞬間的に回転させたり、シャッターで光を遮ったりすることで得られる。
ヘリオグラフは、19世紀末から20世紀初頭にかけて、長距離の光通信を瞬時に行うためのシンプルで有効な機器だった。主に軍事、測量、森林保護などに使用された。1960年代まではイギリス軍やオーストラリア軍で標準的に使用されており、1975年にはパキスタン軍でも使用されていた。

## 電気装置を使用した形態
今日では、様々な電子システムが光のパルスによって運ばれる情報を光学的に送受信する。大量の電子データや長距離電話呼を送信するために、今日ではマイクロ波伝送や衛星通信よりも光ファイバケーブルが使用されている。自由空間光通信もまた、様々な用途において使用されている。

### 光ファイバー
現代の光による通信の伝送路としては、光ファイバーが最も一般的である。光ファイバーの送信機には、一般的に発光ダイオード(LED)や半導体レーザー（レーザーダイオード）が使用される。光ファイバーでは、可視光線ではなく赤外線がより一般的に使用される。これは、赤外線の波長の方が減衰や分散が小さくなる特性が光ファイバーにあるためである。信号の符号化は通常、単純な強度変調であるが、歴史的には光位相変調や周波数変調が実験室で実証されていた。

### フォトフォン
フォトフォン(photophone)は、光のビームで音声を伝送する通信機器である。仕組みは電話と似ているが、信号を電線ではなく変調された光で伝える。1880年にアレクサンダー・グラハム・ベルと助手のチャールズ・サムナー・テンターが共同で発明した。ベルとその助手は、約700フィート（約200メートル）離れた場所までフォトフォンで音声を送信した。

### 自由空間光通信
自由空間光通信は、地上では「ラストワンマイル」の通信に採用されている。送信元と送信先の間に明確な見通しがあり、光受信機が送信情報を確実にデコードできる限り、数キロメートルの距離で機能することができる。
また、自由空間光通信システムは、小型・低質量・低消費電力のシステムによって高データレートの長距離通信を行えることから、宇宙での通信に適している。このような利点を利用して、数百から数千の衛星間のリンクにレーザー通信を採用することで、宇宙での光メッシュネットワークが実現されている。
より一般的には、ガイドされない光信号の伝送は、光無線通信(OWC)として知られている。例えば、中距離の可視光通信や、赤外線LEDを用いた近距離のIrDAなどがある。

### 文献
- Alwayn, Vivek. Fiber-Optic Technologies, Cisco Press, Apr 23, 2004.
- Bruce, Robert V Bell: Alexander Bell and the Conquest of Solitude, Ithaca, New York: Cornell University Press, 1990. ISBN 0-8014-9691-8.
- Carson, Mary Kay (2007). Alexander Graham Bell: Giving Voice To The World. Sterling Biographies. 387 Park Avenue South, New York, NY 10016: Sterling Publishing Co., Inc.. pp. 76–78. ISBN 978-1-4027-3230-0. OCLC 182527281
- Mims III, Forest M. The First Century of Lightwave Communications, Fiber Optics Weekly Update, Information Gatekeepers, February 10–26, 1982, pp. 6–23.
- Paschotta, Rüdiger. Encyclopedia of Laser Physics and Technology, RP-Photonics.com website, 2012.